# Rajekwesi (Mayong)
Rajekwesi is een bestuurslaag in het regentschap Japara van de provincie Midden-Java, Indonesië. Rajekwesi telt 4524 inwoners (volkstelling 2010).